# Archaeoneura amictopis
Archaeoneura amictopis är en fjärilsart som beskrevs av Turner 1923. Archaeoneura amictopis ingår i släktet Archaeoneura och familjen säckspinnare. Inga underarter finns listade i Catalogue of Life.